# Uno von Troil

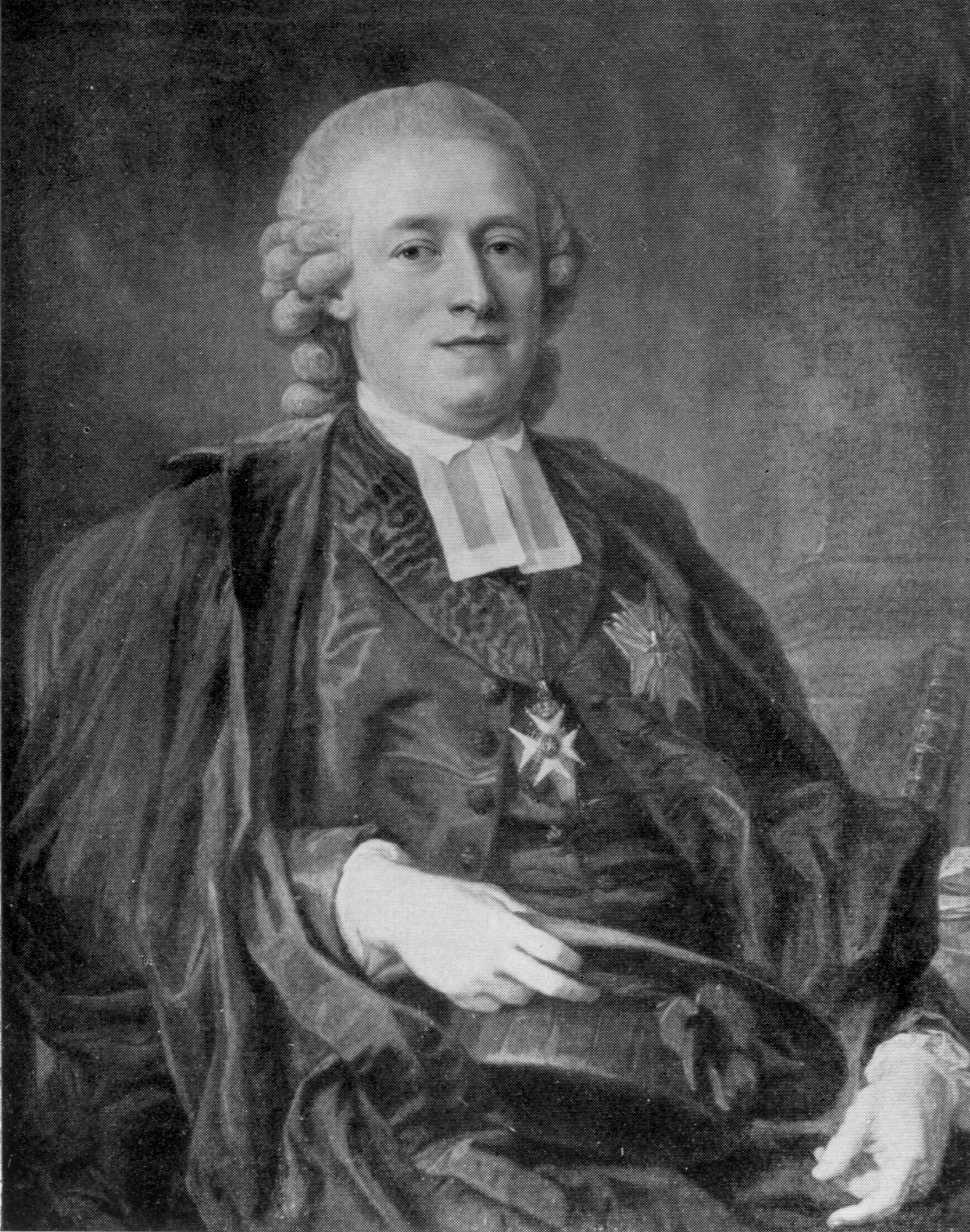
Uno von Troil; von Lorenz Pasch der Jüngere

Uno von Troil (* 24. Februar 1746 in Stockholm; † 27. Juli 1803 in Sätra brunn, Gemeinde Sala) war ein schwedischer lutherischer Theologe ab 1786 Erzbischof von Uppsala. Sein Vater war der Oberhofprediger und spätere Erzbischof Samuel Troilius.

## Leben
Bereits im Alter von elf Jahren wurde von Troil im Jahre 1757 an der Universität Uppsala zum Studium eingeschrieben. Dort studierte er u. a. bei Johan Ihre und schloss im Jahre 1770 sein Studium mit dem Magisterexamen ab.
Anschließend unternahm er eine Auslandsreise und besuchte diverse Hochschulen. In Göttingen hörte er Johann David Michaelis, Johann David Köhler, Christian Wilhelm Franz Walch und Georg Christoph Hamberger. Über Frankreich reiste er weiter nach London, wo er Joseph Banks und Daniel Solander traf, mit denen er weiter nach Island reiste. Im August 1772 trafen sie auf der Insel ein, kletterten auf den Vulkan Hekla und kehrten sechs Wochen später über die Hebriden und die schottische Insel Staffa zurück.
Nach seiner Rückkehr wurde er im Jahre 1773 zum Pfarrer ordiniert und zwei Jahre darauf Hofkaplan.
1776 heiratete von Troil Magdalena („Lona“) Elisabet Tersmeden (1753–1794).
1778 wurde er Hauptpastor der Nikolaikirche in Stockholm. Im Jahre 1780 wurde er Bischof von Linköping und sechs Jahre später zum Erzbischof gewählt. Bis zu seinem Tode amtierte er als geistliches Oberhaupt der Schwedischen Kirche. Als von der Aufklärung geprägter Theologe setzte er sich besonders für die Reform des Gesangbuchs und der Agende ein. Ferner war er politisch engagiert. Als Sprecher des Pfarrerstandes des Reichstags unterstützte er die Bestrebungen König Gustavs III. zum Erhalt seiner absoluten Herrschaft. Als er jedoch 1789 die Vereinigungs- und Sicherheitsakte unterzeichnen sollte, die dem König stark erweiterte Rechte sicherte, schützte er eine Krankheit vor und ließ sich von Bischof Jacob Axelsson Lindblom vertreten.
Von Troil war Ehrenmitglied der Kungliga Vitterhets Historie och Antikvitets Akademien und Mitglied der Königlichen Gesellschaft der Wissenschaften in Uppsala sowie Träger des Großkreuzes des Nordstern-Ordens.